# 國道254號 (日本)

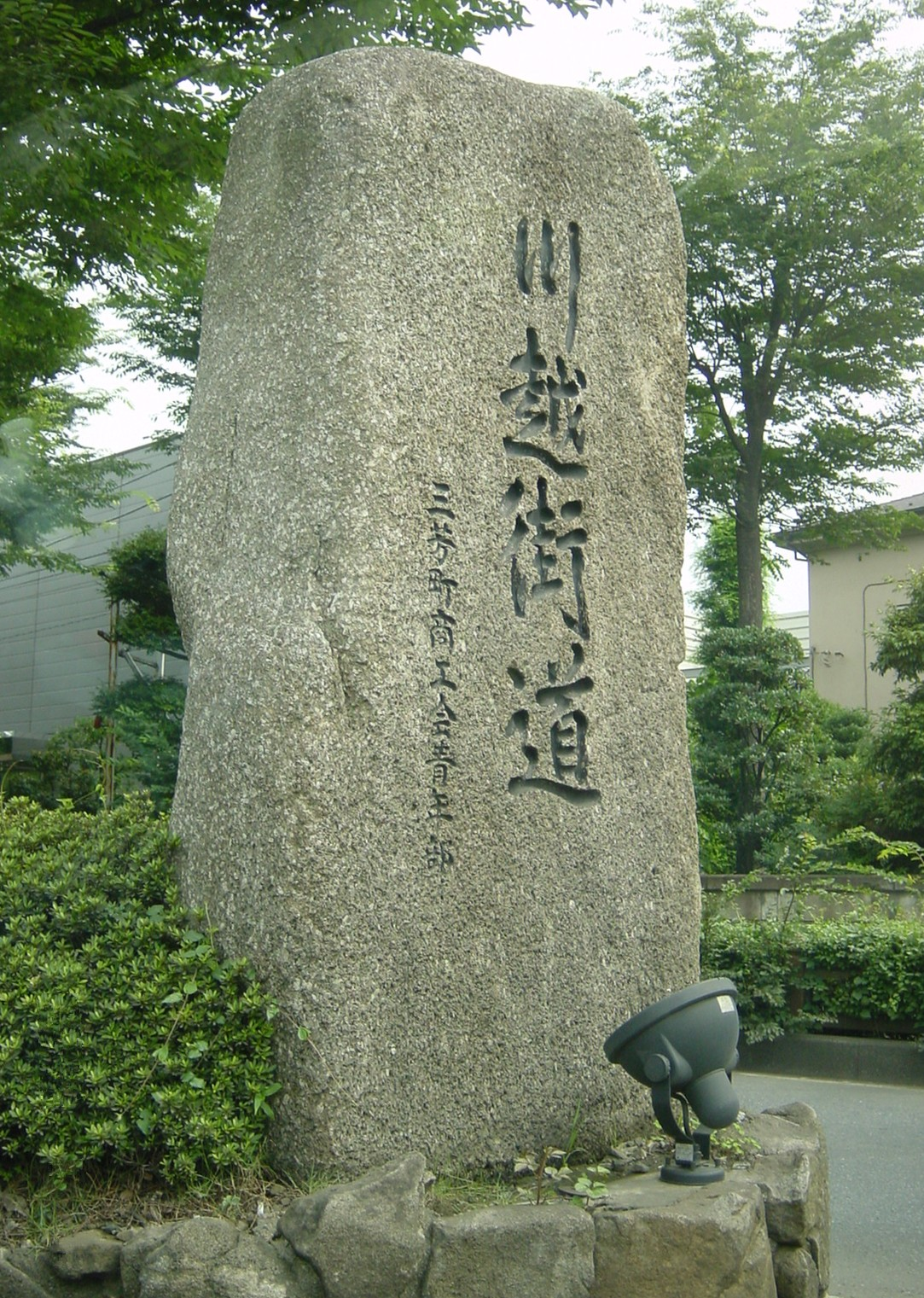
川越街道的道路標誌（埼玉県新座市，2002年7月）

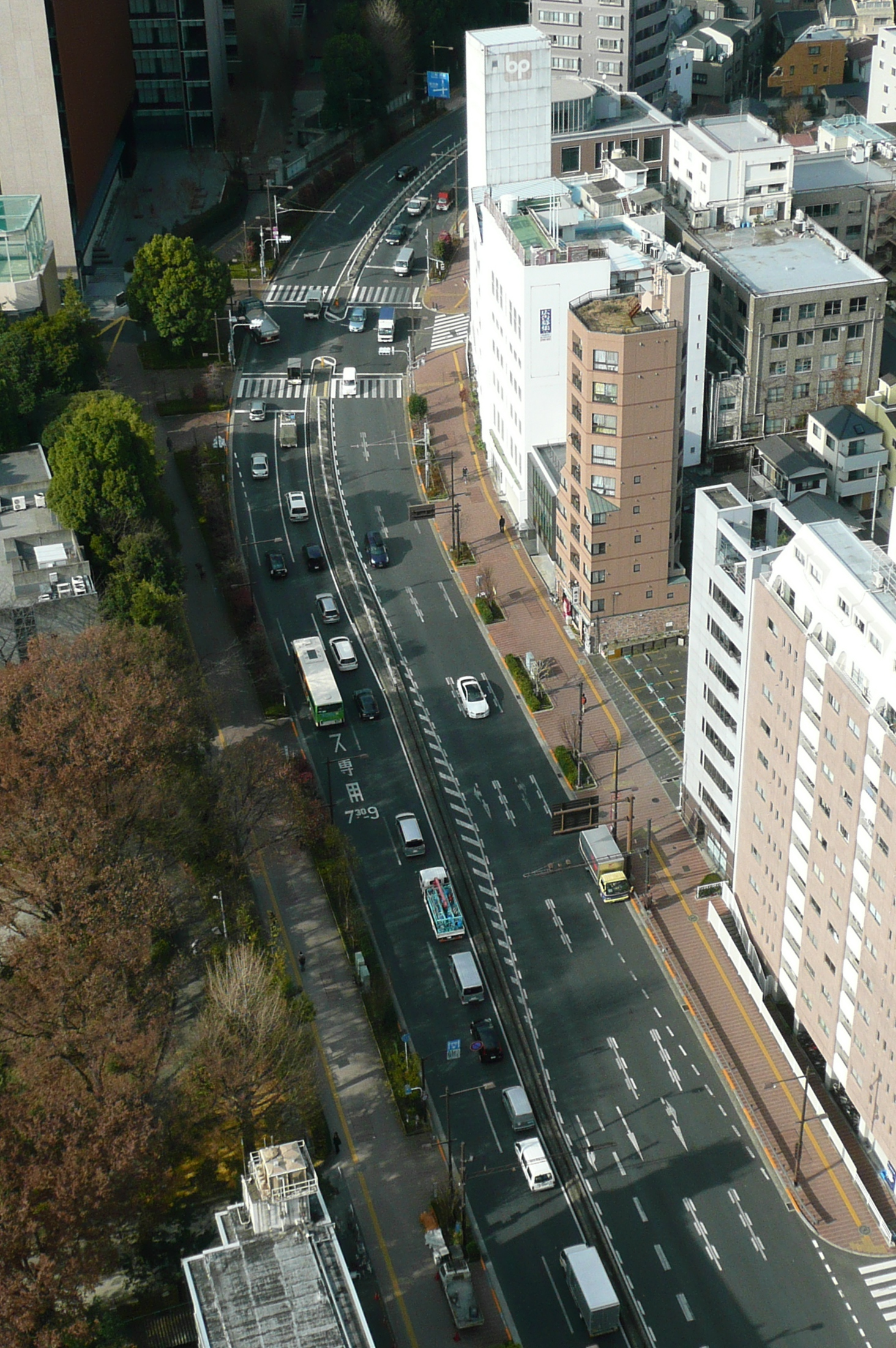
從文京區役所上觀看下方的川越街道（国道254号）（2011年12月）

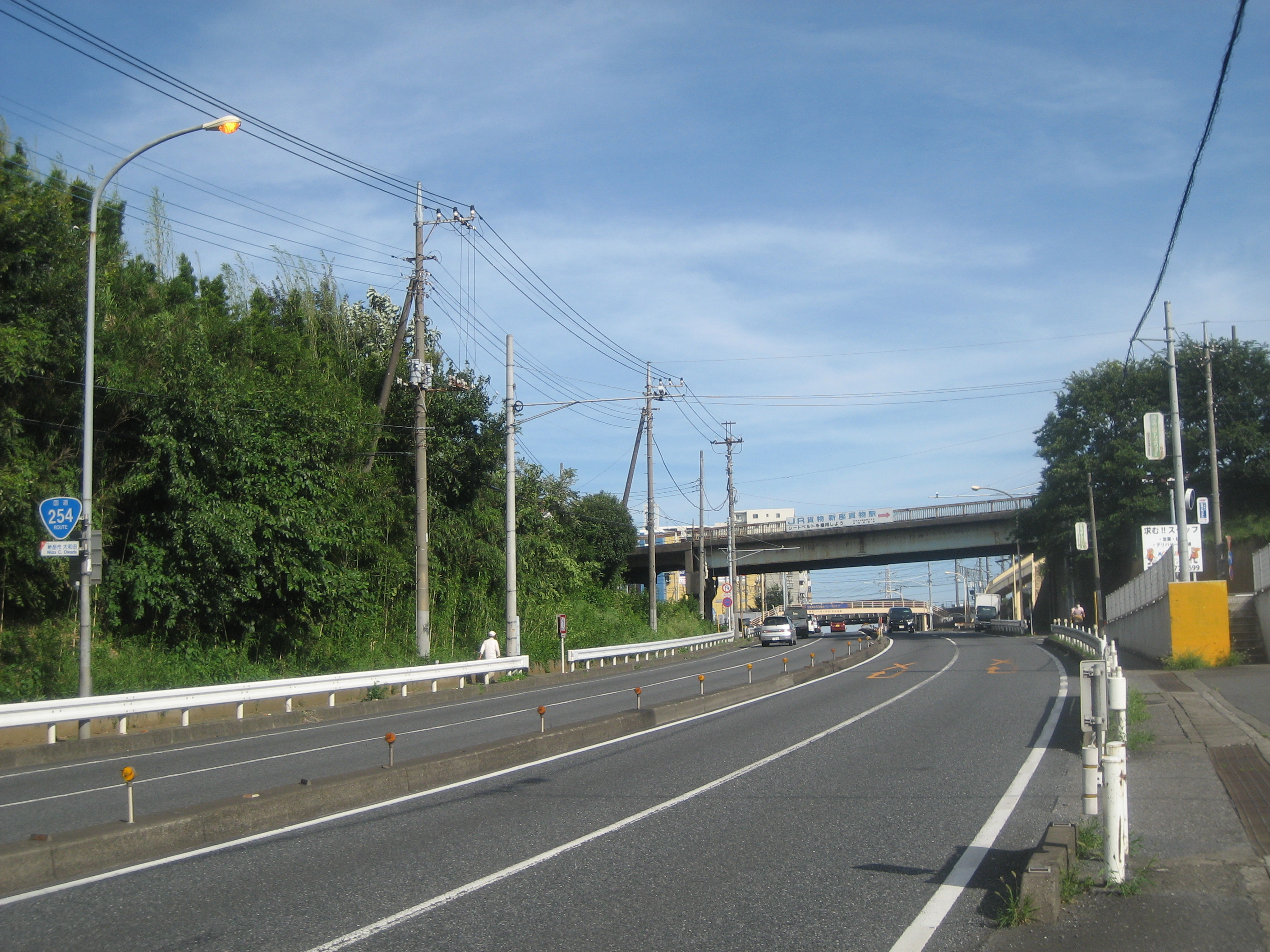
新座貨物轉運車站附近（2014年8月）

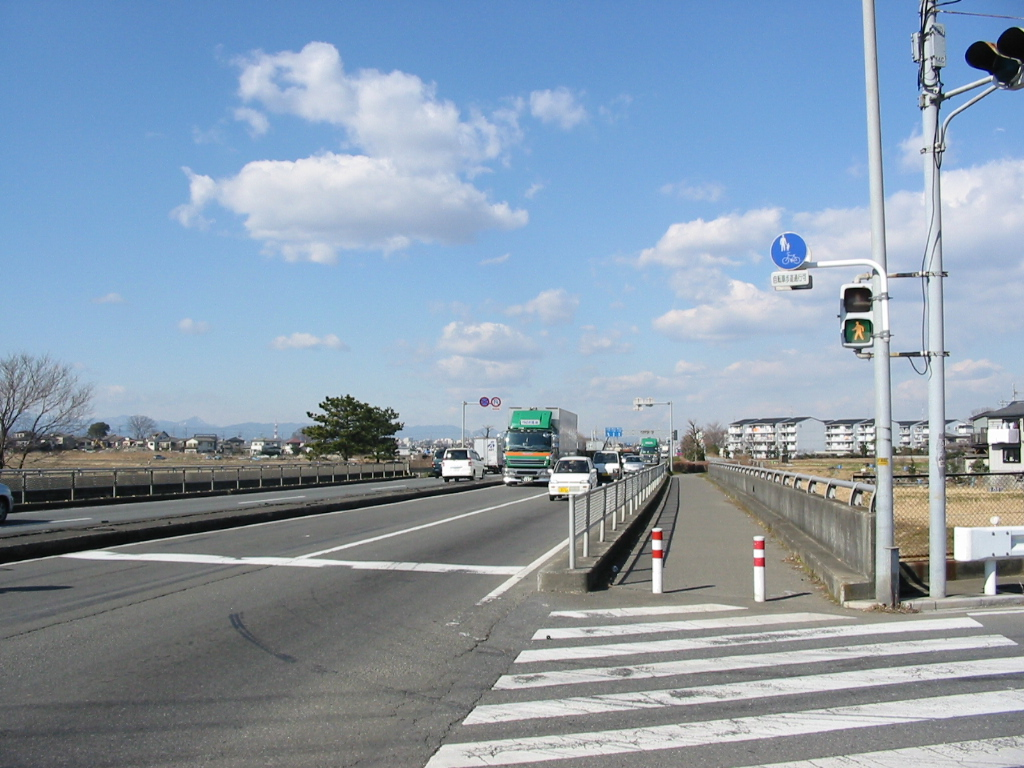
富士見川越バイパス（2005年2月）

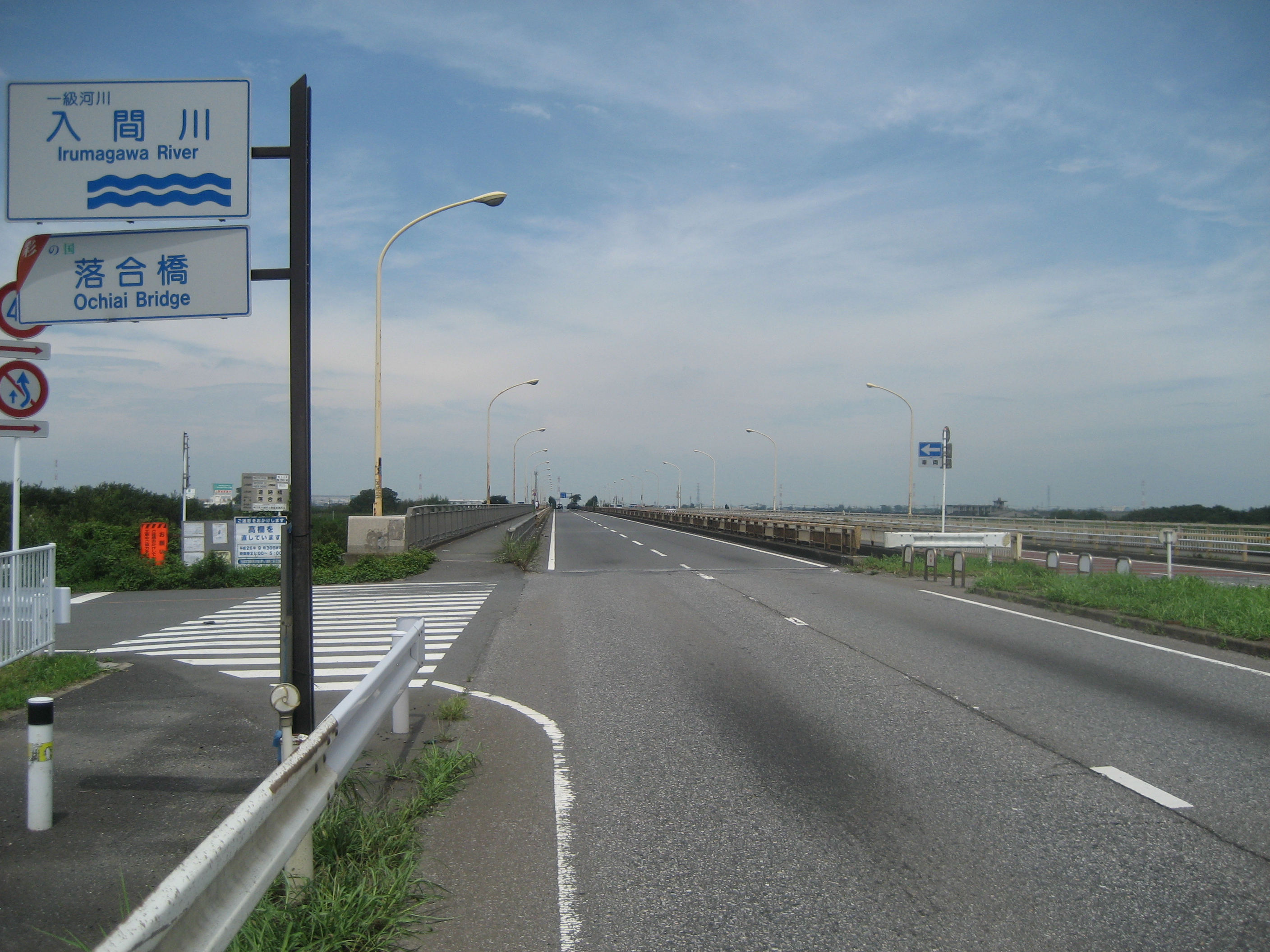
埼玉縣川越市落合橋附近（2014年8月）

國道254號（日语：／）是東京都文京區經埼玉縣、群馬縣至長野縣松本市的一般國道。

## 概要
為連結東京都心與埼玉縣西部的道路之一，車流量大，古時被稱為「江戶道」、「川越道」等。由於比中山道距離較短，通行者多，為脇往還之一。相對於大名較常利用的五街道，本道路役人與女性較多，因此群馬縣下仁田町一帶又將之稱為「姫街道」。長野縣部分路段屬於中山道。
東京都文京區的國道254號起點至群馬縣藤岡市的路段與國道17號、關越自動車道大致平行，藤岡市至長野縣佐久市之間的路段大致與上信越自動車道平行。
山手線內側又稱春日通，山手線外側與埼玉縣稱川越街道，群馬縣內稱信州街道。

### 路線資料
- 陸上距離：282.4公里
- 起點：東京都文京區（本鄉三丁目交差點 = 國道17號交點）
- 終點：长野县松本市（平瀬口交差點 = 國道19號、國道147號交點）
- 指定區間：東京都內的區間及與國道16號的重複區間

## 歷史
過去作為一般國道254號繞道興建的東京川越道路，後來成為高速道路關越自動車道的練馬交流道 - 川越交流道的路段。
群馬縣甘樂郡下仁田町南野牧開始的舊道，與新道相比路幅狹小。其中內山峠的舊道路段因路狹多彎，常有翻落事故發生。在1978年縣界的內山隧道開通、1989年內山道路（現道）全線通車後，便利性大幅改善，交通量也（特別是貨車流量）不斷上升。

### 編入高速自動車國道的區間
- 東京川越道路（1971年12月20日 - 1973年4月1日：現關越自動車道練馬交流道 - 川越交流道）

### 年表
- 1963年4月1日：指定二級國道東京小諸線（東京都文京區 - 長野縣佐久市 - 長野縣小諸市）。佐久市 - 小諸市與國道141號重複。
- 1965年4月1日：為一般國道254號。
- 1970年4月1日：長野縣佐久市 - 長野縣松本市區間（主要地方道松本佐久線）編入，總區間為東京都文京區 - 長野縣松本市。
- 1971年12月20日：一般國道254號東京川越道路練馬交流道 - 川越交流道通車。
- 1973年4月1日：東京川越道路編入高速自動車國道的關越自動車道。
- 1976年10月31日：長野縣上田市 - 松本市間的三才山隧道收費道路（日语：三才山トンネル有料道路）啟用。
- 1977年：埼玉縣東松山市 - 比企郡嵐山町間的嵐山繞道（日语：嵐山バイパス）全線通車。
- 1978年：群馬縣甘樂郡下仁田町 - 長野縣佐久市縣界的內山隧道開通。
- 1981年8月1日：富士見川越收費道路（日语：富士見川越有料道路）全線通車。
- 1986年：埼玉縣比企郡川島町 - 東松山市間的川島繞道（日语：川島バイパス）全線通車。
- 1989年8月9日：群馬縣甘樂郡下仁田町 - 長野縣佐久市間的內山道全線通車。
- 1991年：埼玉縣比企郡小川町的小川繞道（日语：小川バイパス (埼玉県)）全線通車。
- 1994年12月15日：長野縣松本市的松本隧道收費道路（日语：松本トンネル有料道路）啟用。
- 1997年：埼玉縣東松山市的東松山繞道（日语：東松山バイパス (国道254号)）全線通車。
- 2000年：群馬縣甘樂郡甘樂町 - 富岡市間的富岡繞道（日语：富岡バイパス）全線通車。
- 2005年12月22日：長野縣佐久市內的平賀繞道（日语：平賀バイパス）全線通車。
- 2007年3月25日：解除東松山市内的舊道區間。
- 2009年8月1日：富士見川越收費道路免費開放。
- 2011年9月13日：埼玉縣兒玉郡美里町的豬俣繞道（日语：猪俣バイパス）開通
- 2021年：三才山隧道收費道路、松本隧道收費道路免費開放（預定）。

## 路線狀況
本道路是超過200公里的路線，有東京都心春日通等寬廣道路，也有山間地帶無中線的狹小路段，另外還有貫穿三才山的隧道，道路變化豐富。

### 通稱
- 春日通（東京都文京區 本鄉三丁目交差點 - 豐島區 池袋六又交差點）[3][4]。
- 川越街道（東京都豐島區 池袋六又交差點 - 埼玉縣川越市 新宿町（北）交差點）[1][3][4]
- 川越·兒玉往還（日语：川越・児玉往還）（江戶道、川越道）
- 信州街道
- 富岡街道
- 大波斯菊街道（日语：内山峡）（內山峠（日语：内山峠 (群馬県・長野県)） - 長野縣佐久市中込）
- 松本街道
- 中山道

### 繞道
- 和光富士見繞道（日语：和光富士見バイパス） - 部分開通（東京外環自動車道起約2.6km）
- 新座繞道（日语：新座バイパス）
- 浦和所澤繞道（日语：浦和所沢バイパス）（與國道463號本線的重複區間）
- 富士見川越繞道（日语：富士見川越バイパス）
- 川越繞道（日语：川越バイパス (国道254号)）
- 川島繞道（日语：川島バイパス）
- 東松山繞道（日语：東松山バイパス (国道254号)）
- 唐子繞道（日语：唐子バイパス）
- 嵐山繞道（日语：嵐山バイパス）
- 小川繞道（日语：小川バイパス (埼玉県)）
- 豬俣繞道（日语：猪俣バイパス）
- 兒玉繞道
- 藤岡繞道（日语：藤岡バイパス）
- 甘樂吉井繞道（日语：甘楽吉井バイパス） - 建設中
- 富岡繞道（日语：富岡バイパス）
- 下仁田繞道（日语：下仁田バイパス）
- 平賀繞道（日语：平賀バイパス）

### 重複區間
- 國道463號（新座市中野 - 富士見市下南畑）
- 國道16號（川越市新宿町 - 川越市大仙波）
- 國道140號（大里郡寄居町櫻澤）
- 國道462號（日语：国道462号）（本庄市兒玉町兒玉 - 本庄市兒玉町八幡山）
- 國道142號（日语：国道142号）（佐久市跡部交差點 - 北佐久郡立科町宇山）
- 國道152號（日语：国道152号）（小縣郡長和町古町 - 上田市腰越）

### 收費道路
- 三才山隧道收費道路（日语：三才山トンネル有料道路）（長野縣）
- 松本隧道收費道路（日语：松本トンネル有料道路）（長野縣）

### 道之驛
- 小川町（日语：道の駅おがわまち）（埼玉縣比企郡小川町）
- 下仁田（日语：道の駅しもにた）（群馬縣甘樂郡下仁田町）
- Hot Park淺科（日语：道の駅ほっとぱ〜く・浅科）（長野縣佐久市）

## 地理

### 通過的地方政府
- 東京都
  - 文京區 - 豐島區 - 板橋區 - 練馬區 - 板橋區
- 埼玉縣
  - 和光市 - 朝霞市 - 新座市 - 入間郡三芳町 - 富士見市 - 富士見野市 - 川越市 - 比企郡川島町 - 東松山市 - 比企郡滑川町 - 東松山市 - 比企郡嵐山町 - 比企郡小川町 - 大里郡寄居町 - 深谷市 - 大里郡寄居町 - 兒玉郡美里町 - 本庄市 - 兒玉郡神川町 - 兒玉郡上里町 - 兒玉郡神川町
- 群馬縣
  - 藤岡市 - 高崎市 - 甘樂郡甘樂町 - 富岡市 - 甘楽郡下仁田町
- 長野縣
  - 佐久市 - 北佐久郡立科町 - 小縣郡長和町 - 上田市 - 松本市

### 交會道路
- 東京都

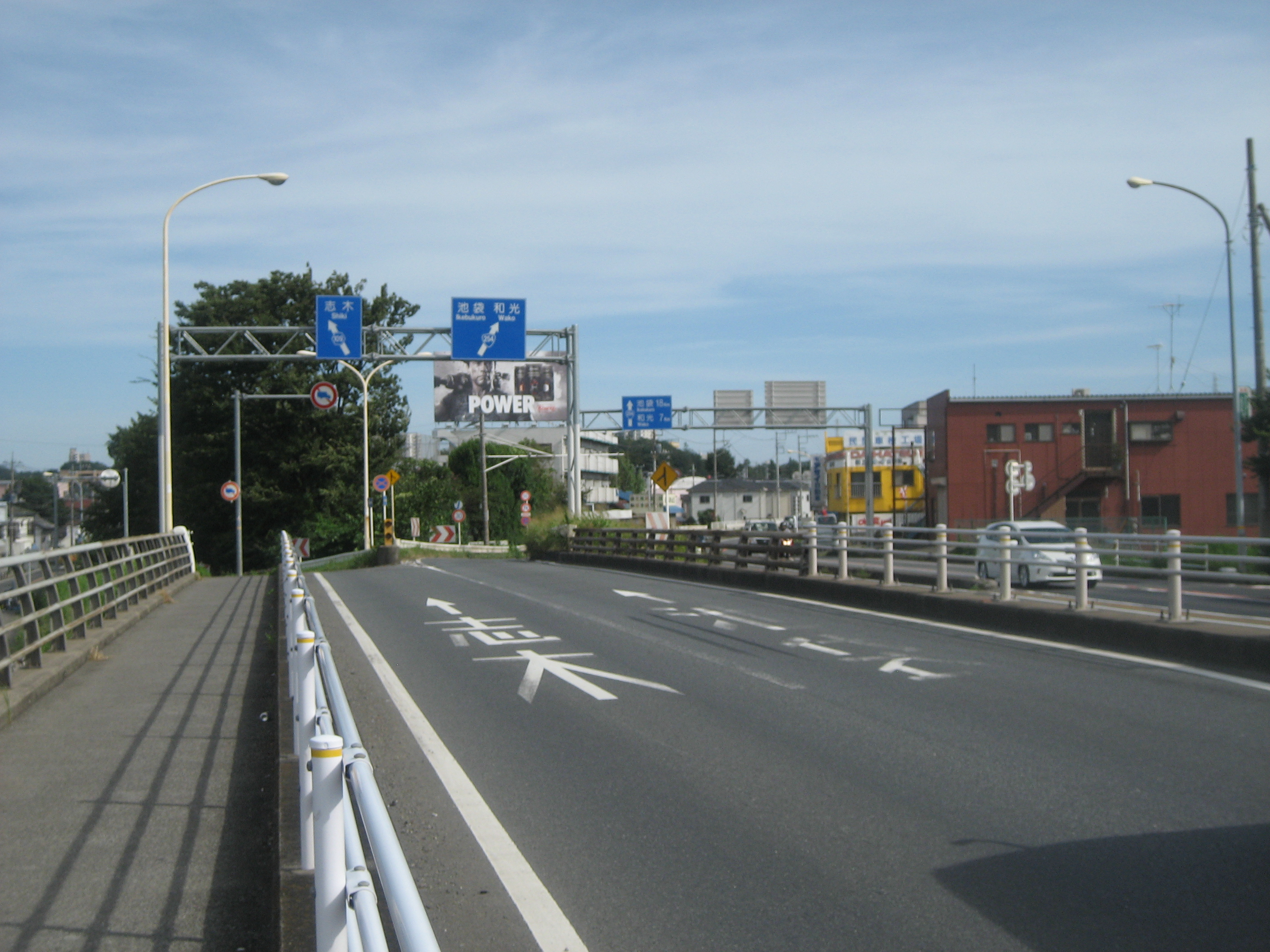
埼玉縣新座市英IC（2014年8月）

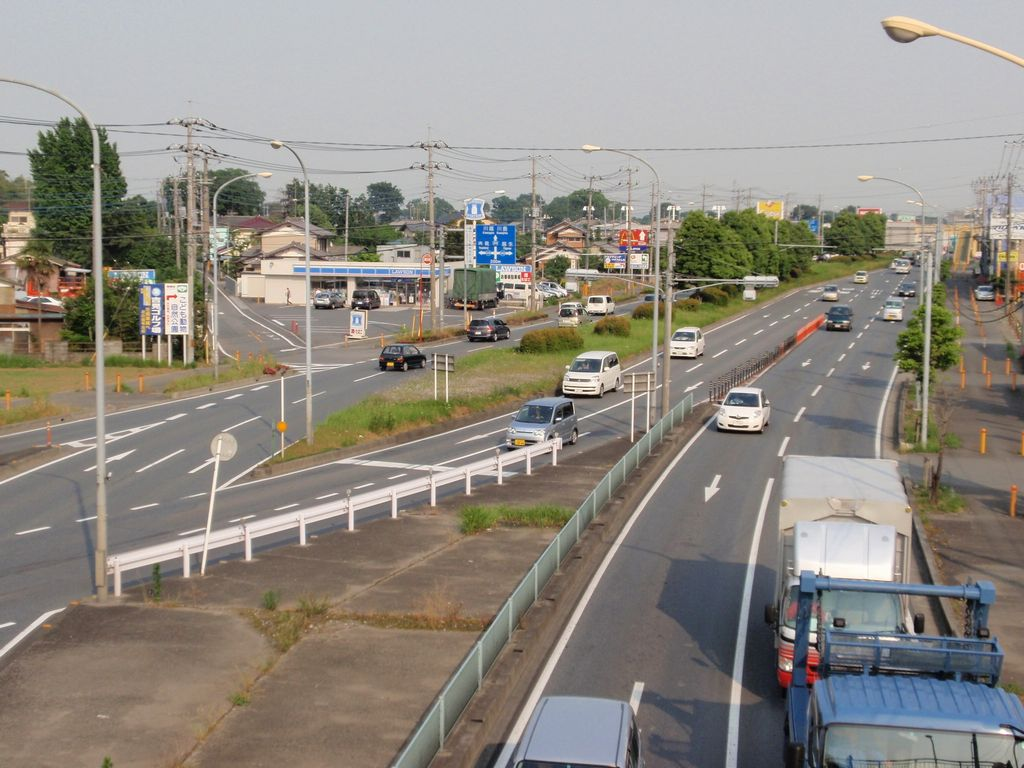
埼玉縣東松山市柏崎交差點（2009年5月）

  - 國道17號（本鄉通）、東京都道453號本鄉龜戶線（春日通）（文京區本鄉三丁目交差點）
  - 東京都道301號白山祝田田町線（白山通（日语：白山通り））（文京區春日町交差點）
  - 明治通（東京都道305號芝新宿王子線）（豐島區六又陸橋交差點）
  - 首都高速5號池袋線北池袋出入口 - （豐島區、板橋區界附近）
  - 山手通（東京都道317號環狀六號線）（板橋區熊野町交差點）
  - 環七通（東京都道318號環狀七號線）（板橋區板橋中央陸橋）
  - 環八通（東京都道311號環狀八號線（日语：東京都道311号環状八号線））（練馬區練馬北町陸橋）
  - 國道17號（新大宮繞道、練馬區）
- 埼玉縣
  - 東京外環自動車道 - 和光交流道（和光市）
  - 國道463號 - 英交流道（日语：英インターチェンジ）（新座市）
  - 國道16號（川越市）
  - 首都圈中央連絡自動車道 - 川島交流道（比企郡川島町）
  - 國道407號（日语：国道407号）（東松山市）
  - 關越自動車道 - 東松山交流道（東松山市）
  - 國道140號（大里郡寄居町）
  - 國道462號（本庄市）
- 群馬縣
  - 上信越自動車道 - （甘樂郡下仁田町）
- 長野縣
  - 國道141號（日语：国道141号）（佐久市野澤町跡部交差點）
  - 國道142號（日语：国道142号）（佐久市野澤町跡部交差點 - 北佐久郡立科町山部）
  - 國道152號（日语：国道152号）（小縣郡長和町長門町依田窪醫院入口交差點 - 上田市丸子町腰越上交差點）
  - 國道143號（日语：国道143号）（松本市矢作交差點）
  - 國道147號（日语：国道147号）（松本市平瀨口交差點）
  - 國道19號（松本市平瀨口交差點）

### 平行的鐵道路線
- 東京地下鐵丸之內線
- 東武鐵道東上本線
- JR東日本八高線
- 上信電鐵

## 備註
1. 1 2  和光市民なら知っておきたい川越街道の真実 （页面存档备份，存于）和光市
2. ↑  静かに時を刻む宿場町 （页面存档备份，存于）、群馬県、2007年10月26日。
3. 1 2  東京都通称道路名一覧表 （页面存档备份，存于）東京都建設局
4. 1 2  東京都通称道路名地図（区部拡大版） （页面存档备份，存于）東京都建設局

## 外部連結
- 關東地方整備局 （页面存档备份，存于）
  - 東京國道事務所 （页面存档备份，存于）